# Ernest Maria Müller

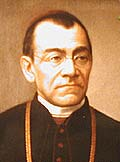
Bischof Ernest Maria Müller

Ernest Maria Müller (* 30. Juni 1822 in Irritz, Mähren; † 28. September 1888 in Linz) war katholischer Bischof von Linz.

## Leben
Der Sohn eines Volksschullehrers besuchte das Gymnasium in Nikolsburg, studierte ab 1843 Theologie in Wien und wurde am 19. Juli 1847 zum Priester geweiht. 1853 promovierte er zum Dr. theol. und war anschließend Professor für Moraltheologie an der Universität Wien. 1863 wurde er Regens am Priesterseminar und 1864 Ehrendomherr in Wien. Ab 1868 erschien seine dreibändige Theologia moralis (Moraltheologie), die zehn Auflagen erlebte.
Kaiser Franz Joseph von Österreich ernannte ihn am 26. April 1885 zum Bischof von Linz. Papst Leo XIII. bestätigte ihn am 27. März 1885. Die Bischofsweihe empfing er am 26. April 1885 durch Cölestin Josef Ganglbauer, den Erzbischof von Wien. Mitkonsekratoren waren der Bischof von St. Pölten, Matthäus Binder, und der Wiener Weihbischof Eduard Angerer. Seine Inthronisation in Linz erfolgte am 3. Mai 1885. Er setzte sich für den Weiterbau des neuen Doms ein und war der Kirchenmusik sehr zugetan.
Seine letzte Ruhestätte fand er zunächst im Alten Dom zu Linz. Nach der Fertigstellung des Neuen Doms wurden seine sterblichen Überreste (ebenso wie die der übrigen im Alten Dom bestatteten Bischöfe von Linz) 1924 in die neue Kathedrale verlegt.